# José Herrero Berrendero
José Herrero Berrendero (Fuencarral, Madrid, 10 de janeiro de 1934) é um ex-esportista espanhol, que foi ciclista profissional entre 1955 e 1962. Trabalhou como gregário especialmente para Federico Bahamontes. Não obteve nenhuma vitória, mesmo tendo subido ao pódio em provas como a Volta em Cataluña de 1959 ou a Barcelona-Madrid. Terminou em último lugar no Tour de France 1960.
É sobrinho do também ciclista Julián Berrendero.

## Palmarès
- - 1959
  - 3.º à Volta à Catalunha
  - 1960
  - 3.º na Barcelona-Madrid

### Resultados ao Tour de France
- - 1959. Abandonou (13.ª etapa)
  - 1960. 81º (classificação geral)

### Resultados à Volta a Espanha
- 1958: 39.º na classificação geral
- 1959: 36.º na classificação geral
- 1961: 47.º na classificação geral
- 1962: 41.º na classificação geral